# レイラ・ハサウェイ
レイラ・ハサウェイ（Lalah Hathaway、1968年12月16日 - ）は、アメリカ出身のソウル歌手。
歌手のダニー・ハサウェイの実娘で、妹にケニアがいる。
ソロ活動他、ベーシストのマーカス・ミラーやピアニストのジョー・サンプルらとセッションをしている。

## ディスコグラフィ

### スタジオ&ライブ・アルバム
- 『レイラ・ハサウェイ』 - Lalah Hathaway (1990年)
- 『ア・モーメント』 - A Moment (1994年)
- Outrun the Sky (2004年)
- 『セルフ・ポートレイト〜レイラ・ハサウェイの肖像』 - Self Portrait (2008年)
- 『ホエア・イット・オール・ビギンズ』 - Where It All Begins (2011年)
- 『レイラ・ハサウェイ・ライヴ!』 - Lalah Hathaway Live (2015年)
- 『オネストリー』 - Honestly (2017年)

### コラボレーション・アルバム
- 『ソング・リヴズ・オン』 - The Song Lives On (1999年) ※with ジョー・サンプル

## シングル
- en:Lovely Day - ビル・ウィザースの名曲をホセ・ジェイムズとカヴァー。